# Lista de laureados com o Prêmio Internacional Rei Faisal
O Prêmio Internacional Rei Faisal (em inglês:  King Faisal International Prize (KFIP); em árabe: جائزة الملك فيصل العالمية) é um prêmio internacional da Fundação Rei Faisal (em inglês:  King Faisal Foundation (KFF), fundada em 1976). São reconhecidas contribuições em cinco categorias:
1. Serviços ao Islamismo;
2. Estudos Islâmicos;
3. Língua Árabe e Literatura;
4. Medicina;
5. Ciência.

Foi estabelecido em 1977 e denominado em honra do rei Faisal da Arábia Saudita, filho do fundador da Arábia Saudita. O prêmio anual consiste em uma medalha de ouro, um certificado em caligrafia diwani e um valor financeiro de US$ 200.000. É entregue em uma cerimônia festiva em Riad pelo rei da Arábia Saudita.

## Laureados com o Prêmio de Medicina
- 1982 David Morley
- 1983 Wallace Peters
- 1984 John Satterfield Fordtran, William Greenough, Michael Field
- 1985 Robert Palmer Beasley, Mario Rizzetto
- 1986 Gian Franco Bottazzo, Albert Renold, Lelio Orci
- 1987 Barrie Jones
- 1988 Janet Rowley, Melvin Greaves
- 1989 Robert Geoffrey Edwards, Luigi Mastroianni
- 1990 André Capron, Anthony Butterworth
- 1991 não houve premiação
- 1992 Attilio Maseri
- 1993 Luc Montagnier, Jean-Claude Chermann, Françoise Barré-Sinoussi
- 1994 William French Anderson, Robert Williamson
- 1995 Gregory Winter, Mark Morris Davis, Tak Wah Mak
- 1996 Bengt Robertson, Tetsurō Fujiwara
- 1997 Colin L. Masters, Konrad Beyreuther, James F. Gusella
- 1998 John Louis Gerin, Robert H. Purcell
- 1999 Patrick George Holt, Stephen T. Holgate
- 2000 Cynthia Kenyon
- 2001 Roy Yorke Calne, Norman Shumway, Thomas Starzl
- 2002 Finn Waagstein, Eugene Braunwald
- 2003 Umberto Veronesi, Axel Ullrich
- 2004 Ulrich Sigwart
- 2005 Richard Doll, Richard Peto
- 2006 Michael Anthony Gimbrone
- 2007 Fernand Labrie, Patrick Craig Walsh
- 2008 Donald Trunkey, Basil Arthur Pruitt
- 2009 Ronald Levy
- 2010 Reinhold Ganz, Jean-Pierre Pelletier, Johanne Martel-Pelletier
- 2011 James Alexander Thomson, Shinya Yamanaka
- 2012 Richard L. Berkowitz, James Bruce Bussel
- 2013 Jeffrey Michael Friedman, Douglas Coleman
- 2014 Dennis Lo
- 2015 Jeffrey Ivan Gordon
- 2016 Joris Veltman, Han Brunner
- 2017 Tadamitsu Kishimoto

## Laureados com o Prêmio de Ciência[1]
- 1984 Gerd Binnig, Heinrich Rohrer (física)
- 1986 Michael Berridge (bioquímica)
- 1987 Michael Atiyah (matemática)
- 1988 Ricardo Miledi, Pierre Chambon (biologia)
- 1989 Theodor Hänsch, Ahmed Zewail (física)
- 1990 Raymond Lemieux, Frank Albert Cotton, Mostafa El-Sayed (química)
- 1992 Sydney Brenner (biologia)
- 1993 Herbert Walther, Steven Chu (física)
- 1994 Dennis Sullivan (matemática)
- 1995 Barry Sharpless (química)
- 1996 Günter Blobel, Hugh Pelham, James Rothman (biologia)
- 1997 Carl Wieman, Eric Allin Cornell (física)
- 1998 Andrew Wiles (matemática)
- 1999 Ryōji Noyori, Dieter Seebach (química)
- 2000 Craig Venter, Edward Osborne Wilson (biologia)
- 2001 Sajeev John, Chen Ning Yang (física)
- 2002 Yuri Manin, Peter Shor (matemática)
- 2003 Frederick Hawthorne, Kōji Nakanishi (química)
- 2004 Semir Zeki (biologia)
- 2005 Federico Capasso, Anton Zeilinger, Frank Wilczek (física)
- 2006 Simon Donaldson, M. S. Narasimhan (matemática)
- 2007 Fraser Stoddart (química)
- 2008 Rüdiger Wehner (biologia)
- 2009 Richard Friend, Rashid Sunyaev (física)
- 2010 Enrico Bombieri, Terence Tao (matemática)
- 2011 George Whitesides, Richard Zare (química)
- 2012 Alexander Varshavsky (biologia)
- 2013 Paul Corkum, Ferenc Krausz (física)
- 2014 Gerd Faltings (matemática)
- 2015 Omar Yaghi, Michael Grätzel (química)
- 2016 Vamsi Mootha, Stephen Philip Jackson (biologia)
- 2017 Daniel Loss, Laurens Molenkamp (física)